# Queichtal
Das Queichtal ist ein Tal im Pfälzerwald. Es wird von der namensgebenden Queich durchflossen und stellt ein Kerbtal dar.

## Lage
Das Queichtal trennt den Wasgau vom Mittleren Pfälzerwald. Unmittelbar südlich des Tals erstreckt sich das Dahner Felsenland. Die Queich selbst durchfließt nach ihrem Ursprung zunächst das Stephanstal, das Queichtal selbst beginnt innerhalb des Siedlungsgebiets von Hauenstein. Von dort aus zieht sich das zunehmend breiter werdende Tal zunächst östlich des Neding über Wilgartswiesen – unmittelbar nördlich erstreckt sich in diesem Bereich die Frankenweide – Rinnthal, Annweiler am Trifels, Albersweiler, Birkweiler und Siebeldingen bis nach Landau in der Pfalz, wo es in die Oberrheinische Tiefebene übergeht.
Der größte Teil des Tals liegt innerhalb des Landkreises Südliche Weinstraße, ein kleinerer Teil gehört zum Landkreis Südwestpfalz.

## Verkehr
Die Bundesstraße 10 verläuft entlang des Queichtals. Die Bahnstrecke Landau–Rohrbach verläuft im östlichen Streckenabschnitt ebenfalls innerhalb des Tals und wird in diesem Bereich deshalb oft „Queichtalbahn“ genannt. Das Busliniennetz der Region wird von der Queichtal Nahverkehrsgesellschaft betrieben.

## Tourismus
Das Tal gab dem Queichtalradweg seinen Namen.

## Fälschliche Verwendung des Begriffs
Obwohl das Queichtal im Bereich von Landau endet, wird der östliche Bereich des Queichverlaufs, der sich bereits innerhalb der Oberrheinischen Tiefebene befindet, fälschlicherweise ebenfalls als Teil des Queichtals betrachtet. So wird die Bahnstrecke Germersheim–Landau gelegentlich als „untere Queichtalbahn“ bezeichnet. Ebenso existiert ein FFH-Gebiet mit dem Namen „Bellheimer Wald mit Queichtal“ bezeichnet, das jedoch komplett innerhalb der Oberrheinischen Tiefebene liegt.